# Deultum (stolica tytularna)

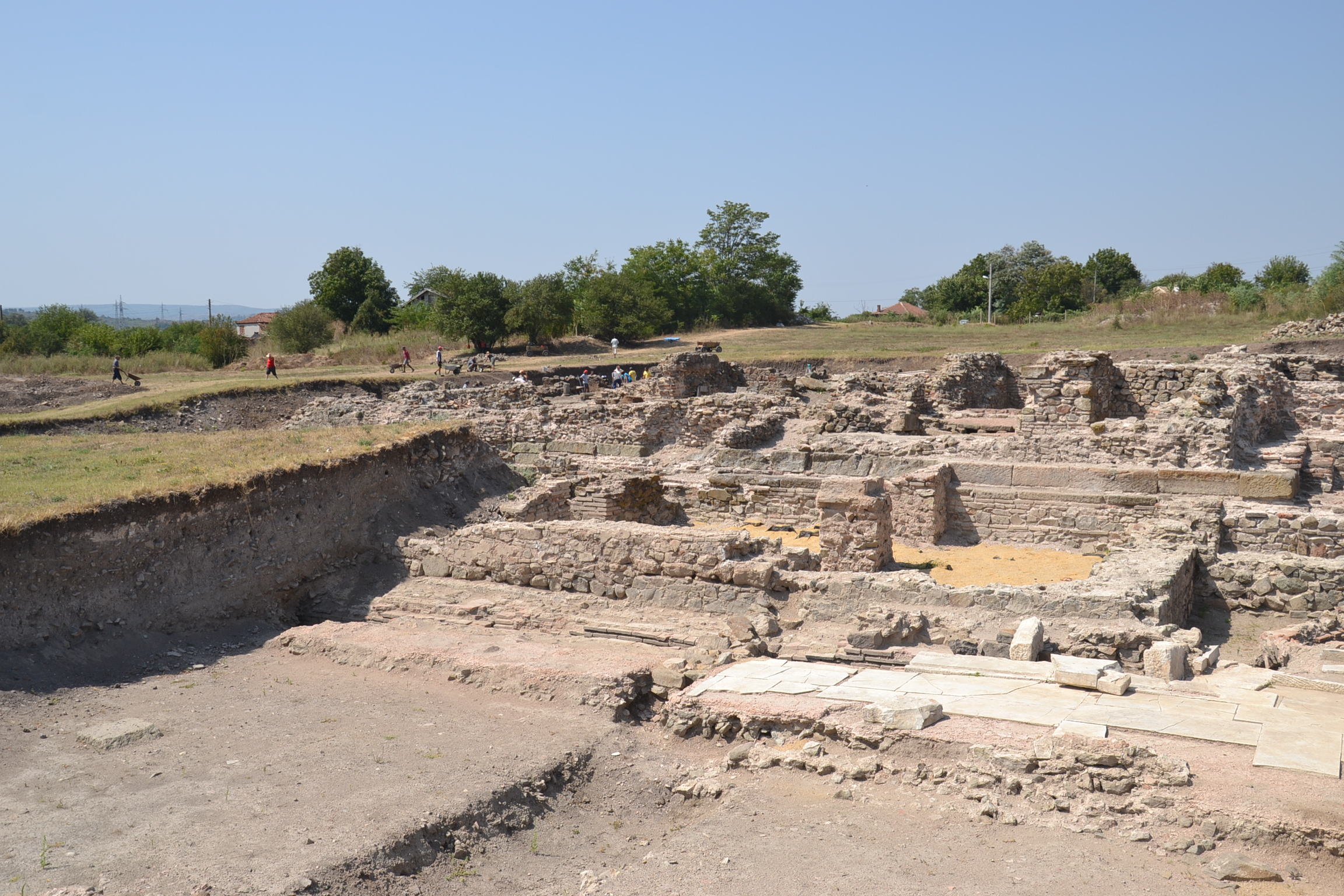
Ruiny starożytnego miasta Deultum

Deultum (łac. Dioecesis Deultensis) – stolica historycznej diecezji w Tracji istniejącej od czasów rzymskich do IX wieku.
Dawne rzymskie miasto Deultum, którego ruiny znajdują się w wiosce Debelt, w południowej-wschodniej Bułgarii, 17 km od miasta Burgas. Obecnie katolickie biskupstwo tytularne ustanowione w 1933 przez papieża Piusa XI. 

## Biskupi tytularni
| Lp. | Biskup             | Funkcja                               | Od               | Do            |
| --- | ------------------ | ------------------------------------- | ---------------- | ------------- |
| 1   | Julian Woronowski  | biskup pomocniczy lwowski (Ukraina)   | 16 stycznia 1991 | 30 marca 1994 |
| 2   | Ignatius Catanello | biskup pomocniczy Brooklinu (USA)     | 28 czerwca 1994  | 11 marca 2013 |
| 3   | John Rodrigues     | biskup pomocniczy Bombaju (Indie)     | 15 maja 2013     | 25 marca 2023 |
| 4   | Ernesto Fernández  | biskup pomocniczy Rosario (Argentyna) | 31 maja 2023     |               |